# Щавно (Лодзинське воєводство)
Щавно (пол. Szczawno) — село в Польщі, у гміні Буженін Серадзького повіту Лодзинського воєводства.
Населення — 225 осіб (2011).
У 1975-1998 роках село належало до Серадзького воєводства.

## Демографія
Демографічна структура станом на 31 березня 2011 року:
|          | Загалом | Допрацездатний вік | Працездатний вік | Постпрацездатний вік |
| -------- | ------- | ------------------ | ---------------- | -------------------- |
| Чоловіки | 115     | 15                 | 85               | 15                   |
| Жінки    | 110     | 23                 | 60               | 27                   |
| Разом    | 225     | 38                 | 145              | 42                   |